# Felix Groß
Felix Groß (Feuchtwangen, 4 september 1998) is een Duits wielrenner en baanwielrenner. Groß werd derde op de achtervolging tijdens de Europese kampioenschappen baanwielrennen in 2019.

## Belangrijkste Resultaten

### Wegwielrennen
2016
 Duits kampioenschap op de weg, junioren
 Duits kampioenschap tijdrijden, junioren
2020
2e en 4e etappe Ronde van Mazovië
Puchar MON

### Resultaten in voornaamste wedstrijden op de weg
|      | \| Jaar \| Gent-Wevelgem \| Ronde van Vlaanderen \| Parijs-Roubaix \| \| ---- \| ------------- \| -------------------- \| -------------- \| \| 2022 \| \| opgave \| opgave \| \| 2023 \| opgave \| \| \| |                      |                |
| Jaar | Gent-Wevelgem | Ronde van Vlaanderen | Parijs-Roubaix |
| 2022 | | opgave               | opgave         |
| 2023 | opgave |                      |                |

### Baanwielrennen
| Jaar     | DK                                   | EK                                   | WK       | Overig                            |
| Junioren | Junioren                             | Junioren                             | Junioren | Junioren                          |
| -------- | ------------------------------------ | ------------------------------------ | -------- | --------------------------------- |
| 2016     | achtervolging · teamsprint           |                                      |          |                                   |
| Beloften |                                      |                                      |          |                                   |
| 2018     |                                      | ploegenachtervolging                 |          |                                   |
| 2019     |                                      | achtervolging                        |          |                                   |
| 2020     |                                      | achtervolging · ploegenachtervolging |          |                                   |
| Elite    |                                      |                                      |          |                                   |
| 2017     | ploegenachtervolging                 |                                      |          |                                   |
| 2018     | ploegenachtervolging · achtervolging |                                      |          |                                   |
| 2019     | achtervolging · 1km tijdrit          | achtervolging                        |          | WB Hongkong: Ploegenachtervolging |

## Ploegen
- 2016 –  Rad-net Rose Team
- 2017 –  Rad-net Rose Team
- 2018 –  Heizomat - Rad-Net.de
- 2019 –  Heizomat - Rad-Net.de
- 2020 –  Heizomat - Rad-Net.de
- 2021 –  UAE Team Emirates (stagiair)
- 2022 –  UAE Team Emirates
- 2023 –  UAE Team Emirates
- 2024 –  Rad-Net Oßwald

Beyer · Frahm · Groß · Haller · Hollmann · Lampater · Liß · Nolde · Reinhardt · Reutter · Rohde · Schomber · Treubel · Tschernoster · Weinstein
Ardila · Ayuso (vanaf 15 juni) · Bjerg · Bystrøm · Conti · Costa · Covi · De la Cruz · Dombrowski · Fisher-Black (vanaf 14 juli) · Formolo · Gaviria · Gibbons · Hirschi · Kristoff · Laengen · Majka · Marcato · McNulty · Mirza · Molano · Muñoz · I. Oliveira · R. Oliveira · Pogačar · Polanc · Raboesjenka · Richeze · Trentin · Troia · Ulissi· Groß (stagiair)
Ackermann · Almeida · Ardila · Ayuso · Bennett · Bjerg · Brunel (tot 2/6) · Costa · Covi · Fisher-Black · Formolo · Gaviria · Gibbons · Groß · Hirschi · Hodeg · Laengen · Majka · McNulty · Mirza · Molano · I. Oliveira · R. Oliveira · Pogačar · Polanc · Richeze · Soler · Suter · Trentin · Troia · Ulissi · Andersen (stagiair) · Kluckers (stagiair) · Knight (stagiair)
Ackermann · Almeida · Ayuso · Bax · Bennett · Bjerg · Christen (vanaf 1/8) · Covi · Fisher-Black · Formolo · Gibbons · Groß · Großschartner · Hirschi · Hodeg · Laengen · Majka · McNulty · Molano · Novak · I. Oliveira · R. Oliveira · Pogačar · Polanc (tot 15/5) ·  Soler · Trentin · Ulissi · Vine · Vink · Wellens · Yates · Glivar (stagiair)